# مشاركة المرضى والجمهور
تشير المشاركة العامة (أو مشاركة الجمهور والمرضى، PPI) في البحث الطبي إلى الممارسة التي يتعاون فيها الأشخاص ذوو الحالات الصحية (المرضى)، ومقدمو الرعاية، وأفراد الجمهور مع الباحثين، ويؤثرون على ما يُجرى من أبحاث وكيفية إجرائها. وتختلف المشاركة عن الإسهام، الذي يعني المشاركة في البحث، مثل تناول دواء في تجربة سريرية.